# Breze (Novi Vinodolski)
Pour les articles homonymes, voir Breze.
Breze est une localité de Croatie située dans la municipalité de Novi Vinodolski et dans le comitat de Primorje-Gorski Kotar. En 2001, la localité comptait 5 habitants.

## Démographie
| 1948 | 1953 | 1961 | 1971 | 1981 | 1991 | 2001 |
| ---- | ---- | ---- | ---- | ---- | ---- | ---- |
| 238  | 337  | 426  | 62   | 10   | 6    | 5    |